# Dennis Sigalos
Dennis Sigalos (* 16. August 1959 in Garden Grove) ist ein US-amerikanischer Speedwayfahrer.

## Laufbahn
Sigalos wurde im Jahr 1982 Mannschafts-Weltmeister und gewann im selben Jahr die Best-Pairs WM mit Bobby Schwartz. Sein größter Erfolg war jedoch der Gewinn der Bronzemedaille beim Speedway-Einzel WM-Finale 1982 im Coliseum von Los Angeles. Ein Jahr später stand er auch in Norden im Motodrom Halbemond im WM-Finale, bei dem er den neunten Platz erreichte. Im Jahr 1984 musste er seine Karriere wegen eines komplizierten Fußbruchs beenden.

## Erfolge
- Speedway-WM Finale: 1982 3. Platz, 1983 9. Platz

## Team
- Best-Pairs Weltmeister: 1982
- Team-Weltmeister: 1982